# クモガタヒョウモン
クモガタヒョウモン（雲形豹紋、学名：Nephargynnis anadyomene）は、チョウ目タテハチョウ科に属するチョウの一種。 

## 概要
翅表はヒョウモンチョウ類では一般的な豹紋柄だが、後翅裏側は本種特有の一様なオリーブ色である。雌は前翅表先端付近に白紋がある。
平野部にはおらず、渓畔・疎林・低山の山頂付近などに生息し、花によく来る。吸水にも現れる。
食草はタチツボスミレ・オオタチツボスミレなどの野生スミレ科植物。卵は食草付近の植物に1つずつ産みつける。越冬態は蛹。成虫は5月ごろから発生し、ミドリヒョウモンと競合する地域ではミドリヒョウモンより先に発生を始める。盛夏には夏眠をする。

## 分布
日本全土（道東を除く）に分布するが多くはない。国外ではロシア極東、中国東北部、朝鮮半島に分布。